# Parque nacional Gombe Stream
El Parque nacional Gombe Stream está ubicado en la parte occidental de la región de Kigoma, en Tanzania, a 16 km al norte de Kigoma, la capital regional. Fue establecido en 1968 y es el parque nacional más pequeño en Tanzania, con solamente 52 kilómetros cuadrados de bosque a lo largo de los cerros de la orilla oriental de Lago Tanganica. El terreno se distingue por sus valles empinados, y las áreas de vegetación boscosa que van de pradera a bambú alpino a selva tropical. El parque es accesible solo por barco y es más famoso como la ubicación donde Jane Goodall inició su investigación sobre el comportamiento de las poblaciones de chimpancés. La comunidad Kasakela de chimpancés, presentada en varios libros y documentales, habita en el parque nacional Gombe Stream.
La gran variedad de niveles de diversidad de su fauna hacen de este parque un destino turístico cuya popularidad va creciendo. Entre ellos, los primates que habitan Gombe Stream incluyen el papión oliva, colobos rojo, cercopiteco de cola roja, mono azul, y monos cercopitecos. Se ha observado en la zona hibridación entre cercopitecos de cola roja y monos azules. El parque es también refugio de unas 200 especies de aves y del potamoquero de río. hay también 11 especies de culebras, así como leopardos e hipopótamos ocasionalmente. Los visitantes al parque pueden realizar caminatas en el bosque, ver los chimpancés y nadar y practicar snorkel en Lago Tanganica cerca de unas 100 clases de peces cíclidos.

## Conservación
La biodiversidad del parque nacional Gombe Stream es principalmente amenazada por la intervención humana. A pesar de que 25% de Tanzania está protegida como parques o reservas, la población de fauna y flora sigue en declive. Esto se debe principalmente a la falta de colaboración entre la administración de los parques, otros sectores del gobierno, y las comunidades rurales. Frecuentemente, las tierras de las poblaciones rurales están ubicadas entre parques y son un obstáculo para el tránsito de la vida salvaje. Sin incentivos para proteger a los animales, las comunidades rurales los cazan como alimento o por razones de seguridad. La pobreza también aumenta la demanda de carne de caza y muchas zonas boscosas son limpiadas para la agricultura. Actualmente, de los ingresos por fauna y flora (turismo y caza deportiva) que está recibiendo el gobierno central, sólo 25% es repartido en las zonas rurales en donde la caza tiene lugar.

## Galería

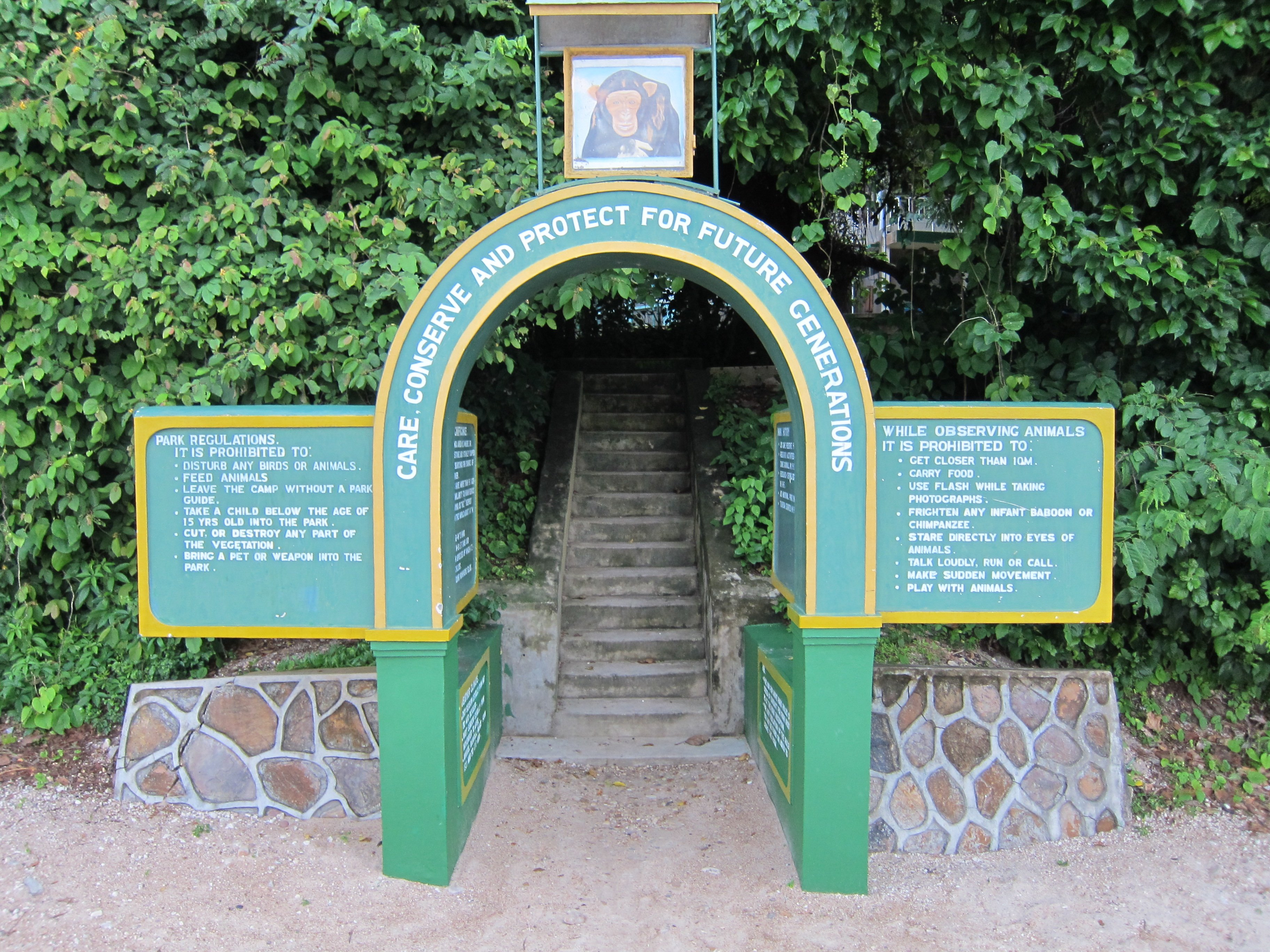
Entrada al parque
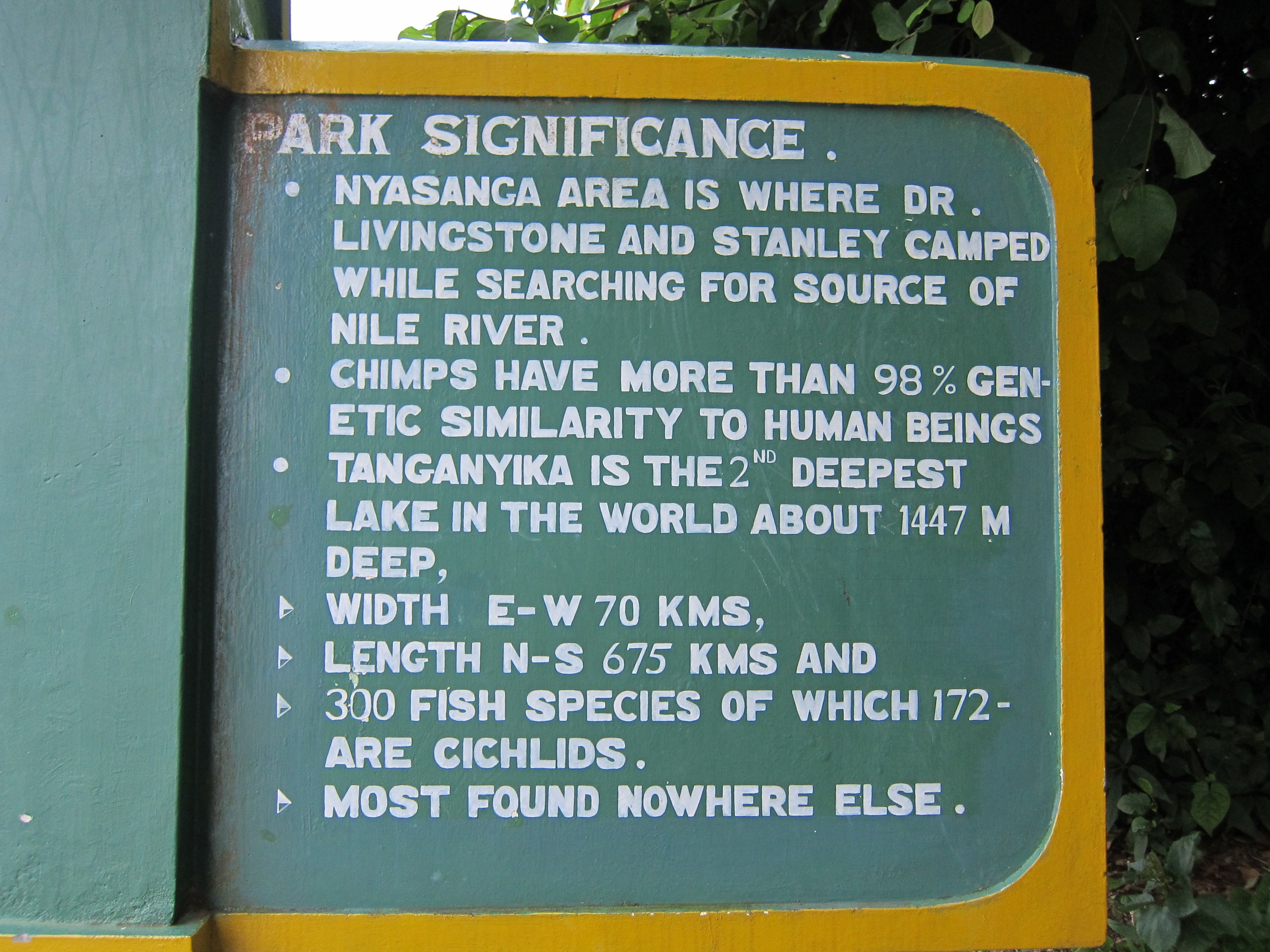
Importancia del parque
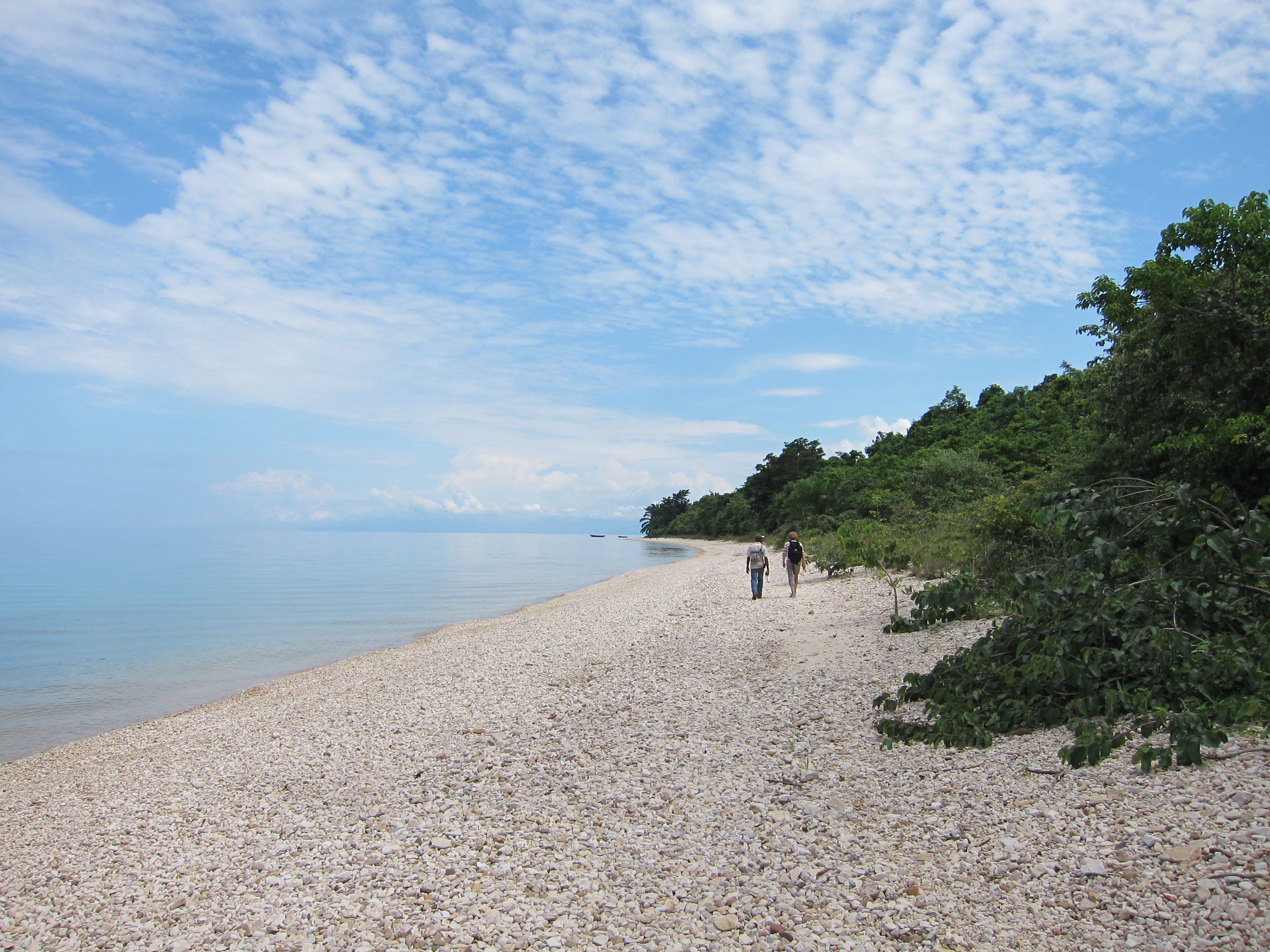
Orillas del lago Tanganica
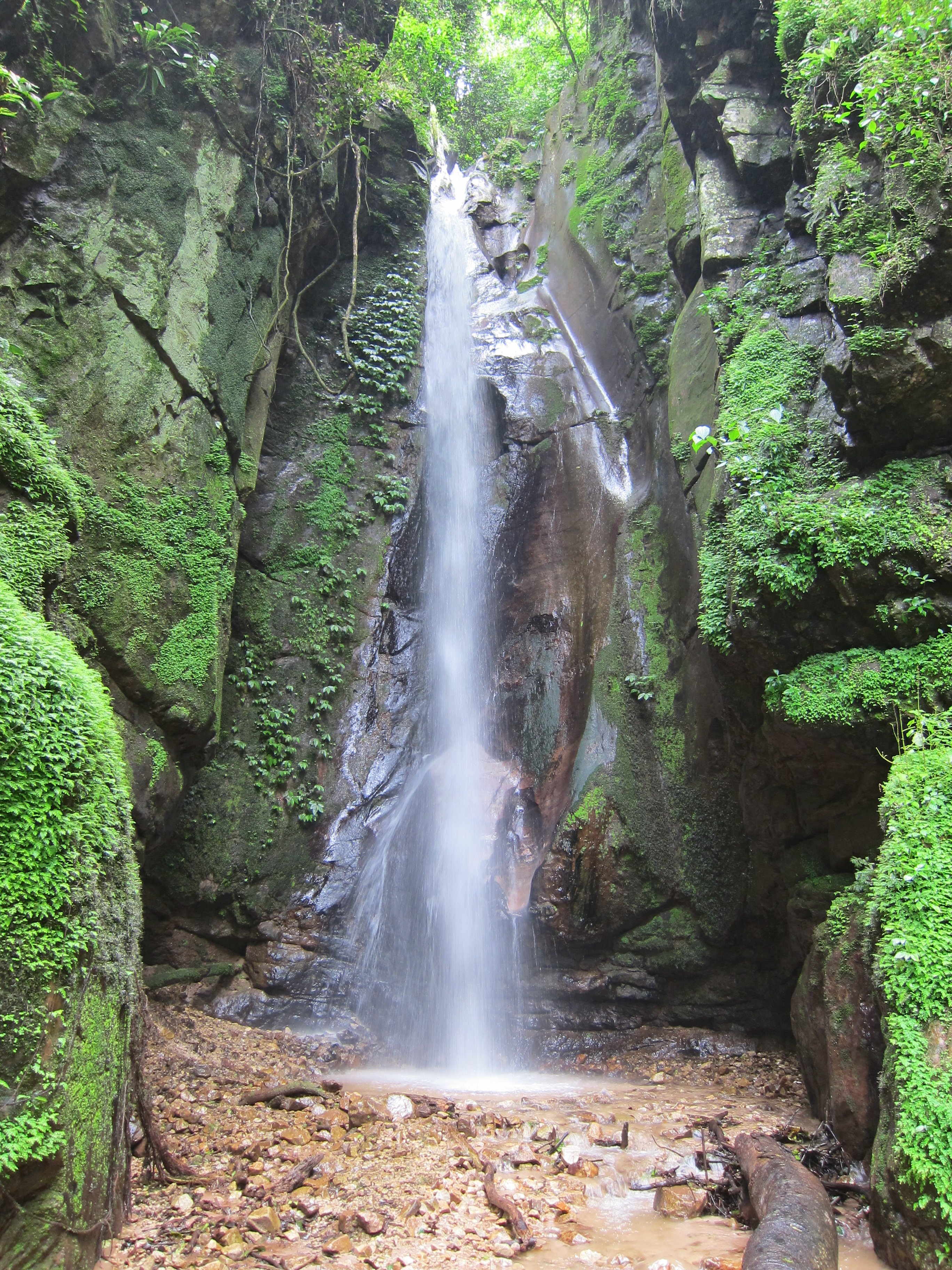
Cascada Kakombe